# Gualeguay
Gualeguay é uma cidade da província de Entre Ríos, na Argentina. Tem aproximadamente 40 mil habitantes. Não deve ser confundida com Gualeguaychú, situada aproximadamente a 80 km a leste.
Tem como atrativos o Museu Juan Bautista Ambrosetti, com uma coleção de peças da época da Confederação Argentina, a Igreja de San Antonio (1836) e festas como o Carnaval (que, na cidade, acontece a partir do segundo sábado de janeiro até o último sábado de fevereiro), a Semana da Cidade (em março, comemorando a fundação da cidade), a Exposição Rural, a Feira do Livro e outras. Também possui praias e balneários fluviais.